# 賈利勒 (市級鎮)
贾利勒（羅馬化：Dzhalilʹ，羅馬化：Cälil）是俄罗斯鞑靼斯坦共和国的市级镇，为萨尔马诺沃区最大聚居地，也是该区唯一的一座市级镇。地处鞑靼斯坦共和国东部，位于区行政中心萨尔马诺沃村及共和国首府喀山东南方，附近较大城市有阿尔梅季耶夫斯克。伏尔加河流域内伊克河一支流缅泽利亚河流经该镇附近。
该镇名称来自鞑靼诗人穆萨·贾利勒。2022年人口有12,321人；2010年人口13,937；2002年人口14,769；1989年人口11,298。